# Bencze László (festő)
Bencze László (Székesfehérvár, 1907. január 28. – Budapest, 1992. február 14.) Kossuth-díjas festőművész, grafikus.

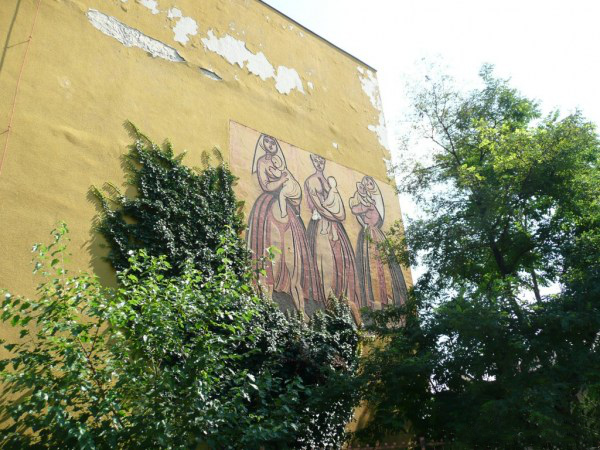
Asszonyok, anyák
(sgraffito)

## Életútja
Ipar- és képzőművészeti tanulmányokat 1925-28-ig az Iparművészeti Iskolában, 1928-30 között a Képzőművészeti Főiskolán folytatott, itt Benkhard Ágost volt a mestere. 1930-ban megszakította tanulmányait és Dudaron telepedett le, ott rajzolt és festett 1934-ig, utána felváltva Szadán, Dudaron és Budapesten alkotott 1939-ig. Az 1930-as években tanulmányutakat tett európai országokba (Olaszország, Hollandia). 1939-45 között a füleki Iparművek Rt. gyárában működött, mint fajátéktervező és üzemvezető. 1945-től Budapesten élt, 1948 és 1957 között a Képzőművészeti Főiskolán tanított, 1967-től felváltva alkotott Budapesten és Csopakon.

## Munkássága
Tájképeket, városképeket, figurális műveket alkotott. Előszeretettel ábrázolta a periférián élő magányos embereket, s a magányosságból kitörni vágyó egyéniségeket, töprengő nőalakokat és önarcképeket. A falusi szegénység ábrázolása mellett a második világháború alatt készült rajzai a háború és a gyár témakörét ölelték fel.
A háború után monumentális méretű sötét tónusú képeket festett, a szocreál korszakban (1949-1956) monumentális méretű, optimizmust sugárzó arcképeket, zsánerképeket alkotott. 1952-ben Gondolj Koreára c. tollrajzsorozatáért Kossuth-díj kitüntetésben részesült. Tollrajzsorozatának reprodukciói nyomtatásban is kiadásra kerültek. Igen foglalkoztatott festő lett, megrendeléseket kapott köztéri munkákra is, sgraffitokkal, pannókkal, mozaikos ábrákkal díszítette a középületeket, a tömblakásokat, Csopakon az iskolát is.
A Fényes Adolf Teremben rendezték meg gyűjteményes kiállításait (1949, 1952, 1953), az Ernst Múzeumban bemutatták monumentális munkáinak terveit 1960-ban, grafikáiból a Dürer Teremben rendeztek kiállítást 1964-ben. Alkotói periodusának utolsó évtizedeiben a geometriai képábrázolás és a dekoratív síkábrázolás foglalkoztatta.
Festményeit és grafikáit a budapesti Magyar Nemzeti Galéria, a szolnoki Damjanich János Múzeum és a székesfehérvári Szent István Király Múzeum őrzi.

## Kiállításai (válogatás)[3]

### Egyéni kiállítások
- 1938 • Szűcs Pál műterme
- 1945 • a Magyar Kommunista Párt V. ker. székháza, Budapest
- 1946 • a Magyar Képzőművészek Szabadszervezete Kiállítóhelyisége
- 1948 • Fővárosi Népművelési Központ, Budapest
- 1951 • Fényes Adolf Terem, Budapest Makrisz Agamemnonnal
- 1956 • Derkovits Terem, Budapest • Szent István Király Múzeum, Székesfehérvár
- 1960 • Ernst Múzeum, Budapest
- 1964 • Dürer Terem, Budapest • Cifra Palota, Kecskemét
- 1967 • Egry Terem, Nagykanizsa
- 1968 • Szent István Király Múzeum, Székesfehérvár
- 1976 • Művelődési Ház, Kölesd
- 1977 • Helikon Galéria, Budapest
- 1979 • Műcsarnok, Budapest (kat.)
- 1985 • Városi Könyvtár (kat.), Győr • Művelődési Ház, Dudar • Gulácsy Galéria (Papp Oszkárral és Kántor Andorral)
- 1991 • Gulácsy Galéria Szabó Ivánnal.

### Csoportos kiállítások
- 1933 • Ernst Múzeum, Budapest
- 1948 • Kilencven művész kiállítása, Nemzeti Szalon, Budapest
- 1952 • Arckép kiállítás, Ernst Múzeum, Budapest
- 1955 • Képzőművészetünk tíz éve, Műcsarnok, Budapest
- 1955-től • Magyar Képzőművészeti kiállítás, Herman Ottó Múzeum, Miskolc
- 1957 • Tavaszi Tárlat, Műcsarnok, Budapest
- 1969 • Magyar művészet 1945-1969, Műcsarnok, Budapest
- 1977 • Festészet '77, Műcsarnok, Budapest
- 1981 • Az ötvenes évek. A huszadik század magyar művészete, Csók Képtár, Székesfehérvár.

### Köztéri művei
- Szüret (secco, 1956, Budapest, XXII. ker., Nagytétényi út 64., a Budafoki Pincészet mintaterme)
- Asszonyok, anyák (sgraffito, 1958, Budapest, IV. ker., régi nevén Papp J. téri (ma Szent László tér) lakótelep)
- Figurális kompozíció (sgraffito, 1964, Karcag, Vöröshadsereg úti lakóház)
- Szerelmespár - Dudari lakodalmas - Család (pannó, 1981, Dudar, Házasságkötő Terem)
- Olvasó parasztok (1984, mozaik, Dudar, Művelődési Ház).

## Kiállításairól megjelent katalógusokból
- Bencze László kiállítása : [Székesfehérvár, István Király Múzeum, 1968. máj. 5- jún. 2.] / [rend. és a katalógust bev. Kovács Péter] Székesfehérvár : István Király Múzeum, 1968. [7] fol. (Exposition de László Bencze István Király Múzeum közleményei 58.)
- Bencze László festőművész kiállítása : [Budapest], Műcsarnok, 1979. [április 20-május 13.] [kiáll. anyagát vál. Barcsay Jenő, Berényi Ferenc et al. ; kiáll. rend. Herczeg Ibolya ; kat. terv. ifj. Bencze László ; fotó: Szepsy-Szűcs Levente, Inkey Tibor] Budapest : Révai Ny., [1979] 12 lev. ill. ISBN 963-01-1769-X

## Írásai
Művészetelméleti írásait, kritikáit megjelentette különböző napilapokban és szakfolyóiratokban. Kötete: Frans Hals. Budapest : Képzőművészeti Alap, 1963. 34 p. és 27 táblával illusztrált. (A művészet kiskönyvtára 40.)

## Diafilmje
- Bolondfalva [diafilm] / rajz Bencze László ; összeállította Rónai Éva. Budapest : MDV, [1980]. 1 diatekercs (30 normál kocka) : színes ; 35mm

## Díjak, elismerések
- Szinyei Merse Pál Társaság Tavaszi Szalonjának díja (1938)
- Kossuth-díj (1952)
- KNDK állami kitüntetése (1954)
- Munkaérdemrend arany fokozata (1955)